# Обен (Атлантски Пиринеји)
Обен (фр. Aubin) насеље је и општина у југозападној Француској у региону Аквитанија, у департману Атлантски Пиринеји која припада префектури По.
По подацима из 2011. године у општини је живело 262 становника, а густина насељености је износила 44,86 становника/km². Општина се простире на површини од 6 km². Налази се на средњој надморској висини од 214 метара (максималној 262 m, а минималној 142 m).

## Демографија
| 1962. | 1968. | 1975. | 1982. | 1990. | 1999. | 2011. |
| ----- | ----- | ----- | ----- | ----- | ----- | ----- |
| 115   | 113   | 110   | 159   | 199   | 183   | 262   |

График промене броја становника у току последњих година